# Roberval (Oise)
Roberval és un municipi francès, situat al departament de l'Oise i a la regió dels Alts de França. L'any 2007 tenia 366 habitants.

## Demografia

### Població
El 2007 la població de fet de Roberval era de 366 persones. Hi havia 125 famílies de les quals 20 eren unipersonals (12 homes vivint sols i 8 dones vivint soles), 39 parelles sense fills, 62 parelles amb fills i 4 famílies monoparentals amb fills.
La població ha evolucionat segons el següent gràfic:
Habitants censats

### Habitatges
El 2007 hi havia 141 habitatges, 126 eren l'habitatge principal de la família, 7 eren segones residències i 8 estaven desocupats. 137 eren cases i 2 eren apartaments. Dels 126 habitatges principals, 116 estaven ocupats pels seus propietaris, 9 estaven llogats i ocupats pels llogaters i 1 estava cedit a títol gratuït; 1 tenia una cambra, 3 en tenien dues, 13 en tenien tres, 39 en tenien quatre i 70 en tenien cinc o més. 109 habitatges disposaven pel capbaix d'una plaça de pàrquing. A 34 habitatges hi havia un automòbil i a 86 n'hi havia dos o més.

### Piràmide de població
La piràmide de població per edats i sexe el 2009 era:
| Homes | Edats   | Dones |
| ----- | ------- | ----- |
| 0     | 95 o +  | 0     |
| 0     | 90 a 94 | 0     |
| 0     | 85 a 89 | 0     |
| 0     | 80 a 84 | 0     |
| 4     | 75 a 79 | 0     |
| 8     | 70 a 74 | 4     |
| 4     | 65 a 69 | 0     |
| 12    | 60 a 64 | 8     |
| 12    | 55 a 59 | 20    |
| 8     | 50 a 54 | 4     |
| 13    | 45 a 49 | 4     |
| 8     | 40 a 44 | 9     |
| 28    | 35 a 39 | 36    |
| 16    | 30 a 34 | 8     |
| 21    | 25 a 29 | 16    |
| 0     | 20 a 24 | 5     |
| 12    | 15 a 19 | 8     |
| 16    | 10 a 14 | 24    |
| 20    | 5 a 9   | 32    |
| 5     | 0 a 4   | 20    |

## Economia
El 2007 la població en edat de treballar era de 251 persones, 192 eren actives i 59 eren inactives. De les 192 persones actives 165 estaven ocupades (92 homes i 73 dones) i 27 estaven aturades (10 homes i 17 dones). De les 59 persones inactives 24 estaven jubilades, 14 estaven estudiant i 21 estaven classificades com a «altres inactius».

### Ingressos
El 2009 a Roberval hi havia 128 unitats fiscals que integraven 377 persones, la mediana anual d'ingressos fiscals per persona era de 23.183 €.

### Activitats econòmiques
Dels 12 establiments que hi havia el 2007, 1 era d'una empresa de fabricació de material elèctric, 1 d'una empresa de fabricació d'altres productes industrials, 4 d'empreses de construcció, 1 d'una empresa de comerç i reparació d'automòbils, 2 d'empreses de transport, 1 d'una empresa d'hostatgeria i restauració i 2 d'empreses de serveis.
Dels 5 establiments de servei als particulars que hi havia el 2009, 1 era un taller de reparació d'automòbils i de material agrícola, 1 paleta, 1 guixaire pintor i 2 lampisteries.

## Equipaments sanitaris i escolars
El 2009 hi havia una escola elemental.

## Fills il·lustres
- Gilles Personne de Roberval, matemàtic i físic francès.

## Poblacions més properes
El següent diagrama mostra les poblacions més properes.